# Pierre Monbeig

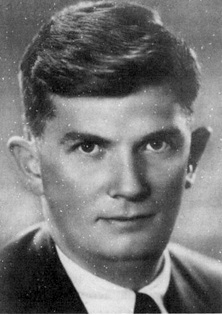
Pierre Monbeig

Pierre Monbeig (* 15. September 1908 in Marissel; † 22. September 1987 in Cavalaire) war ein französischer Geograph. 
Monbeig war ein regionalistischer Geograph nach französischem Stil, stark von Paul Vidal de la Blache, Albert Demangeon und Emmanuel de Martonne beeinflusst. 
Er wirkte von 1935 bis 1946 in Brasilien, wo er Professor an der Universität von São Paulo wurde und bei der Schaffung des dortigen Geographiedepartementes entscheidend mitwirkte. Er war Doktorvater der ersten Generation von Geographen, die an derselben Universität ausgebildet wurde, darunter Pasquale Petrone (* 1924) und Aziz Ab'Sáber.
Später kehrte er wieder nach Frankreich zurück und wurde 1975 Professor an der Conservatoire National des Arts et Métiers in Paris.